# Udea fimbriatralis
Udea fimbriatralis là một loài bướm đêm trong họ Crambidae.